# Kyrsteniopsis
Kyrsteniopsis es un género de plantas perteneciente a la familia Asteraceae. Comprende 10 especies descritas y de estas, solo 8 aceptadas.  Es originario de México.

## Descripción
Las plantas de este género sólo tienen disco (sin rayos florales) y los pétalos son de color blanco, ligeramente amarillento blanco, rosa o morado (nunca de un completo color amarillo).

## Taxonomía
El género fue descrito por R.M.King & H.Rob. y publicado en Phytologia 22: 146. 1971.

## Especies aceptadas
A continuación se brinda un listado de las especies del género Kyrsteniopsis aceptadas hasta junio de 2012, ordenadas alfabéticamente. Para cada una se indica el nombre binomial seguido del autor, abreviado según las convenciones y usos.
- Kyrsteniopsis cymulifera (B.L.Rob.) R.M.King & H.Rob.
- Kyrsteniopsis dibollii R.M.King & H.Rob.
- Kyrsteniopsis eriocarpa (B.L.Rob. & Greenm.) B.L.Turner
- Kyrsteniopsis heathiae (B.L.Turner) B.L.Turner
- Kyrsteniopsis iltisii (R.M.King & H.Rob.) B.L.Turner
- Kyrsteniopsis nelsonii (B.L.Rob.) R.M.King & H.Rob.
- Kyrsteniopsis perpetiolata (R.M.King & H.Rob.) B.L.Turner
- Kyrsteniopsis spinaciifolia (DC.) B.L.Turner